# Hymenorchis glomeroides
Hymenorchis glomeroides är en orkidéart som beskrevs av Johannes Jacobus Smith. Hymenorchis glomeroides ingår i släktet Hymenorchis och familjen orkidéer. Inga underarter finns listade i Catalogue of Life.